# Frank Macfarlane Burnet

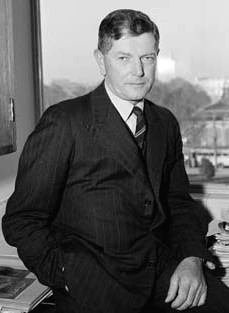
Macfarlane Burnet (1945)

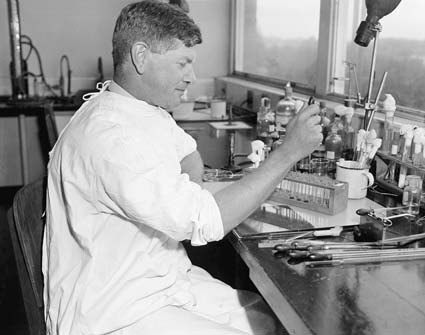
Macfarlane Burnet im Labor

Sir Frank Macfarlane Burnet, meist nur Macfarlane Burnet, (* 3. September 1899 in Traralgon, Victoria, Australien; † 31. August 1985 in Melbourne, Australien) war ein australischer Mediziner. 1960 erhielt er zusammen mit Peter Brian Medawar den Nobelpreis für Physiologie oder Medizin „für ihre Entdeckung der erworbenen immunologischen Toleranz“. Er entwickelte die Klon-Selektionstheorie des Immunsystems.

## Leben und Wirken
Burnet studierte Medizin an der University of Melbourne mit der Promotion (M.D.) 1924 und war von 1923 bis 1925 in der Facharztausbildung (Residency) als Pathologe am Melbourne Hospital und er war Senior Resident am Walter and Eliza Hall Institute of Medical Research in Melbourne bei Charles Kellaway, der ihn förderte. 1926/27 war er Research Fellow am Lister Institute der Universität London und erhielt dort 1928 seinen Ph. D. Danach forschte er über Mikrobiologie und Immunologie am Hall Institute in Melbourne, dessen stellvertretender Direktor er 1928 wurde. 1932/33 war er als Fellow des National Institute for Medical Research in London auf Einladung von Henry Dale, wo seine Beschäftigung mit Virologie begann. Zurück in Melbourne war er von 1934 bis 1944 stellvertretender Direktor und von 1944 bis 1965 Direktor des Hall Instituts. Anschließend war er bis zu seinem Ruhestand 1978 Professor an der Universität Melbourne.
Burnet fand 1937 das Bakterium Coxiella burnetii, welches der Auslöser für Q-Fieber ist. Er lieferte wesentliche Arbeiten für die Tumorimmunologie. Macfarlane, der zu den Zeitzeugen der Spanischen Grippe gehört, die von 1918 bis 1920 weltweit grassierte und mindestens 25 Millionen Todesopfer forderte, hat sich außerdem sein gesamtes Leben lang mit Grippeerkrankungen beschäftigt. Macfarlane gehört zu den Wissenschaftlern, die seit langem die Auffassung vertreten, dass die Krankheit ihren Ursprung in den USA hatte, eng mit den Kriegsgegebenheiten verbunden war und vor allem durch die Ankunft von US-amerikanischen Truppen in Frankreich nach Europa verschleppt wurde. Seine Auffassung teilen heute viele Wissenschaftler.

## Weitere Auszeichnungen
1942 wurde er als Mitglied („Fellow“) in die Royal Society gewählt, die ihm 1947 die Royal Medal und 1959 die Copley-Medaille verlieh. 1952 wurde er mit dem Albert Lasker Award for Basic Medical Research ausgezeichnet. 1954 wurde er in die National Academy of Sciences, 1958 in die American Academy of Arts and Sciences, 1960 in die American Philosophical Society und 1970 in die Royal Society of Edinburgh gewählt. 1960 erhielt er die Auszeichnung Australian of the Year. Er war Gründungsmitglied der Australian Academy of Sciences und von 1965 bis 1969 deren Präsident.
1951 wurde er geadelt, 1958 erhielt er den Order of Merit und 1969 wurde er KBE. Er war ab 1953 Fellow des Royal College of Physicians und des Royal College of Physicians of Edinburgh. Von 1953 bis 1957 war er Präsident der Association of Microbiological Sciences.